# Red !
 (janvier 2020).
Pour les articles homonymes, voir Red.
Red ! est un caricaturiste, dessinateur de bande dessinée et dessinateur de presse français, membre du collectif Cartooning for peace,,.. Il chante aussi dans un spectacle associant ses dessins et les chansons d'Alain Bashung.

## Biographie
Patrick Redon, dit Red! est né le 11 septembre 1962 à Orléans.
Après un DUT de chimie en 1984, il travaille au CEA de Cadarache en 1986, année de la catastrophe de Tchernobyl puis change de cap. Ses premiers dessins son publiés en 1994 dans Macadam Journal, sous forme de strips mettant en scène un oiseau nommé Zbub. En 2000, Red ! crée Marius Pivoine publié par le groupe France Quotidien puis dans le journal satirique Marseillais Le Ravi. Six albums de Marius Pivoine sont publiés entre 2001 et 2005.
Depuis 2007, il affirme ses convictions écologiques et publie plusieurs livres avec Stephen Kerckhove d’Agir pour l'environnement. En 2009, Red! invente Diego et Zize. Red! vit à Marseille, écrit, réalise et interprète aussi des spectacles pour enfants, et joue aussi de la guitare pour dessiner et interpréter le répertoire d’Alain Bashung dont il est fan.

## Œuvres

### Presse
Il collabore avec de nombreux mensuels pour lesquels il aborde le dessin satirique, le dessin d’humour, le dessin sportif et les reportages dessinés.
Il a travaillé pour Le journal d'Internet, Jour de France (groupe Lafont-Presse), Entreprendre (mensuel d’information économique), La Provence (quotidien régional).
Il travaille régulièrement pour Le Ravi, Le Foot (magazine mensuel sur le football), L'âge de faire (mensuel des alternatives), Reporterre (Le quotidien de l’écologie) et pour l'association Agir pour l’Environnement.

### Bandes dessinées
- Marius Pivoine (six albums chez l’Atelier du Dessin)

1. Balcon story (2001)
2. Y’a du monde au balcon (2002)
3. Pastaga balcon (2003)
4. Noël au balcon (2003)
5. Le syndrome des balcons (2003)
6. Balcon de ta mère !  (2005)

- Tatie atteint des sommets – chez Pat a pan édition (2013) avec Richard Saint-Martin (Scénario) et Éric Fanino (Scénario) d'après Tatie, personnage créé par ce dernier.
- Diégo & Zize : Strips d’humour mettant en scène deux taupes du Stade Vélodrome de Marseille pérorant sur l'actualité et le monde footballistico-politico-sportif. Les strips sont publiés depuis 2009 dans les divers magazines de football (Foot hebdo, Foot mensuel, …) du groupe France Quotidien

### Dessins
- Dessins d’actualité écologique. Éditeur :  Le Passager clandestin
  - Fragile : 52 dessins pour l’écologie - Préface de Paul Ariès - textes de Stephen Kerckhove (2010)
  - Prise de Terre : L’abécédaire des luttes environnementales- textes de Stephen Kerckhove (2014)
  - Le climat pour tous - Postface de Stéphen Kerckhove (2015)
  - La bio pour tous - textes de Stephen Kerckhove, Préface de Jacques Caplat (2017)
  - Une planète pour tous - textes de Stephen Kerckhove (2017)
  - Tous pollués - textes de Stephen Kerckhove (2018)
  - La fin du monde pour tous ? - textes de Stephen Kerckhove (2019)
- Alors, ça roule ? - Idées reçues sur les transports - textes de Frédéric Denhez - Delachaux_et_Niestlé (2019)
- Le dessin de presse dans tous ses États – Illustrations d’ un collectif d’illustrateurs Coédition Gallimard / Cartooning for Peace - Albums Beaux Livres, Gallimard (2016)[5].
- 30° à l'ombre  - Reportage dessiné - Éditeur: COULEUR CACTUS ÉDITIONS (2015)
- Question de génération, l'Abécédaire des cheminots - Illustrations – livre pour enfant - Éditeur: C.E. CHEMINOTS PACA (2013)

La collection invendable. Éditeur: L’atelier du dessin   
- L’horoscope de l’an débile (1999)
- Le web fastoche (2000)
- Les rêves éveillés (2000)

### Autres
Il produit avec la compagnie Arcane Amarante, le spectacle Balcon Story.